# Eupithecia montana
Eupithecia montana là một loài bướm đêm trong họ Geometridae.